# Billy Al Bengston
Billy Al Bengston, född 7 juni 1934 i Dodge City, Kansas, död 8 oktober 2022 i Venice i Los Angeles, var en amerikansk konstnär och skulptör inom popkonsten. Han bodde och verkade i Venice i Los Angeles, Kalifornien.
Billy Al Bengstons verk finns på bland andra Centre Georges Pompidou (Paris), LACMA, MOCA (Los Angeles), MOMA (New York), Solomon R. Guggenheim Museum (New York), The Corcoran Gallery of Art (Washington, D.C.) och Whitney Museum of American Art (New York)